# デニス・ウルフ (ボディビルダー)
デニス・ウルフ(Dennis Wolf, 1978年10月30日 - ）は、ソビエト連邦トクモク(現キルギス)出身(ドイツマール育ち)の、2000年代から2010年代に活躍したボディビルダー。

## 来歴
日々の食事にも事欠く貧困家庭に生まれ、幼少期は勉強と家事の手伝いに追われていた。1992年に一家はドイツに移住。
高校卒業後はペンキ塗りや窓の施工を行う業者として働き、1日12時間、週6日の長時間労働に従事した。
貴重な休日にキックボクシングなどのスポーツを行うのが楽しみであったが、18歳の時にアーノルド・シュワルツェネッガーの写真を見て衝撃を受け、すぐに友人とジムに入会。
1999年ボディビルデビュー。2005年IFBBプロカード取得。最高位はミスター・オリンピア3位(2013年)。
2016年に脊髄を損傷して以降少しずつ競技から遠ざかり、2019年に怪我の影響で衰えたバルクを取り戻せないことを理由に正式に引退。引退後は育ちの地であるドイツで妻と共に暮らしている。